# CYB5A
CYB5A (англ. Cytochrome b5 type A) – білок, який кодується однойменним геном, розташованим у людей на короткому плечі 18-ї хромосоми. Довжина поліпептидного ланцюга білка становить 134 амінокислот, а молекулярна маса — 15 330.
| 10         |  | 20         |  | 30         |  | 40         |  | 50         |
| ---------- |  | ---------- |  | ---------- |  | ---------- |  | ---------- |
| MAEQSDEAVK |  | YYTLEEIQKH |  | NHSKSTWLIL |  | HHKVYDLTKF |  | LEEHPGGEEV |
| LREQAGGDAT |  | ENFEDVGHST |  | DAREMSKTFI |  | IGELHPDDRP |  | KLNKPPETLI |
| TTIDSSSSWW |  | TNWVIPAISA |  | VAVALMYRLY |  | MAED       |  |            |

A: Аланін

D: Аспарагінова кислота

E: Глутамінова кислота

F: Фенілаланін

G: Гліцин

H: Гістидин

I: Ізолейцин

K: Лізин

L: Лейцин

M: Метіонін

N: Аспарагін

P: Пролін

Q: Глутамін

R: Аргінін

S: Серин

T: Треонін

V: Валін

W: Триптофан

Задіяний у таких біологічних процесах, як транспорт, транспорт електронів, ацетилювання, альтернативний сплайсинг. 
Білок має сайт для зв'язування з іонами металів, іоном заліза, гемом. 
Локалізований у цитоплазмі, мембрані, ендоплазматичному ретикулумі, мікросомах.